# Opistophthalmus glabrifrons
Espèce
Synonymes
- Opisthophthalmus laeviceps Thorell, 1876
- Opisthophthalmus betschuanicus Penther, 1900

Opistophthalmus glabrifrons est une espèce de scorpions de la famille des Scorpionidae.

## Distribution
Cette espèce se rencontre en Afrique du Sud, au Zimbabwe, au Botswana, au Mozambique et en Tanzanie.

## Description

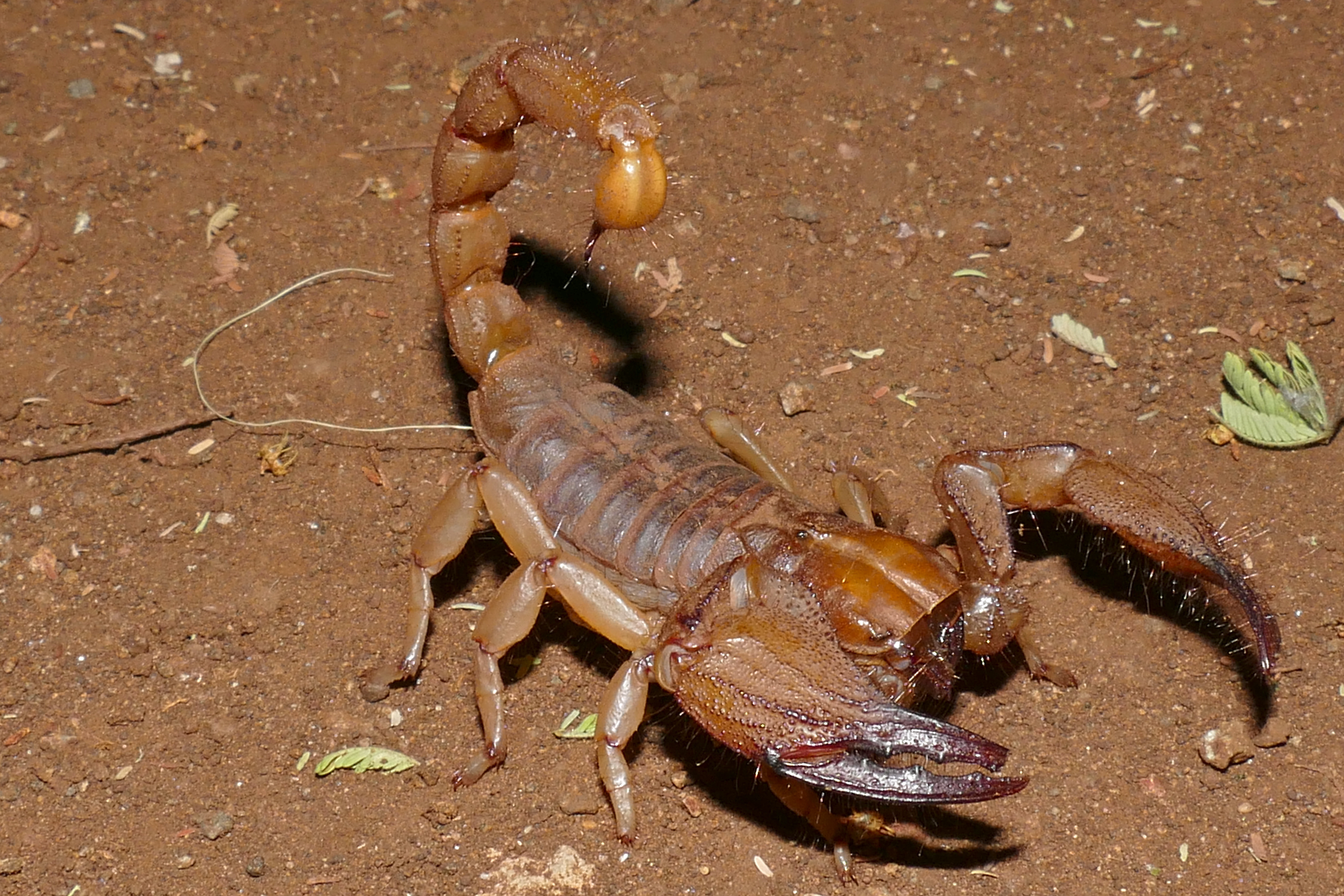
Opistophthalmus glabrifrons du parc national Kruger en Afrique du Sud

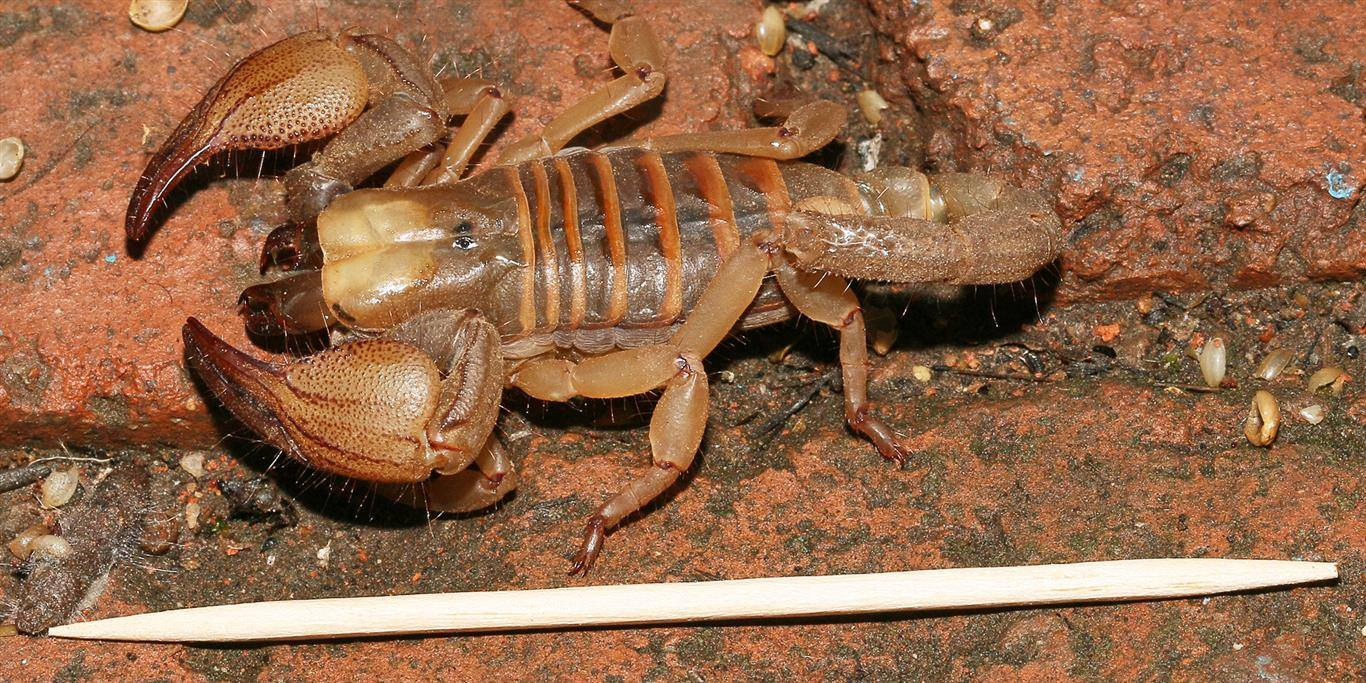
Opistophthalmus glabrifrons

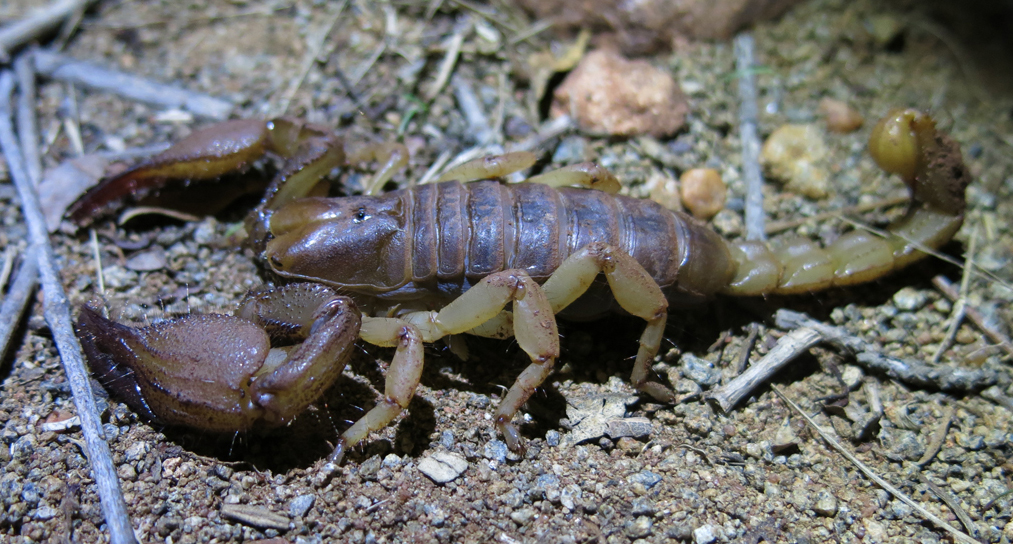
Opistophthalmus glabrifrons

Le mâle syntype mesure 95 mm et la femelle syntype 83 mm.

## Publication originale
- Peters, 1861 : Über eine neue Eintheilung der Skorpione und über die von ihm in Mossambique gesammelten Arten von Skorpionen. Monatsberichte der Königlichen Preussische Akademie des Wissenschaften zu Berlin, vol. 1861, p. 507–516 (texte intégral).